# Ỷ Thiên Đồ Long ký
Ỷ Thiên Đồ Long ký  (tiếng Trung: 倚天屠龍記), còn được dịch ra tiếng Việt là Cô gái Đồ Long, là một tiểu thuyết võ hiệp của nhà văn Kim Dung. Đây là cuốn cuối cùng trong bộ tiểu thuyết Xạ điêu tam khúc. Tiểu thuyết được Hương Cảng Thương báo xuất bản lần đầu năm 1961 tại Hồng Kông và sau đó bản tiếng Việt được Nhà xuất bản Văn học xuất bản tại Việt Nam.
Bối cảnh tiểu thuyết lấy vào cuối thời nhà Nguyên, 80 năm sau sự kiện trên đỉnh Hoa Sơn trong Thần điêu hiệp lữ, lúc này nhà Nguyên đang bị suy yếu bởi các cuộc khởi nghĩa và vì sự xa hoa lãng phí của triều đình. Truyện xoay quanh Trương Vô Kỵ và mối tình phức tạp với 4 cô gái, bên cạnh đó là những âm mưu thủ đoạn đầy máu tanh trên giang hồ nhằm chiếm đoạt hai món báu vật là Đồ Long đao và Ỷ Thiên kiếm, với lời đồn nếu tìm được bí mật trong đao kiếm sẽ hiệu triệu được thiên hạ. Truyện kết thúc với sự sụp đổ của nhà Nguyên, người Mông Cổ phải rút về thảo nguyên phía bắc cùng với sự thành lập của nhà Minh bởi Minh Thái Tổ Chu Nguyên Chương.
Trương Vô Kỵ là nhân vật chính trong truyện, được xem là có nội tâm phức tạp hơn so với Quách Tĩnh và Dương Quá, điều này làm cho nhân vật trở nên thực tế hơn. Trương Vô Kỵ vào cuối truyện xem Triệu Mẫn là tình yêu lớn nhất của đời mình, nhưng anh vẫn nhớ nhung 3 cô gái khác. Mặc dù có võ công cao cường và là một người chính trực khẳng khái, có thể truyền cảm hứng cho người khác, song Trương Vô Kỵ không hề có những tố chất cần thiết của một nhà lãnh đạo là lòng ham muốn mãnh liệt với quyền lực và tâm kế để duy trì quyền lực. Chính vì vậy vào cuối truyện, anh đã bị Chu Nguyên Chương lừa nên từ chức và bỏ đi cùng Triệu Mẫn, khiến quyền lực của quân khởi nghĩa chống Nguyên dần rơi vào tay Chu Nguyên Chương, làm bước đệm cho Chu Nguyên Chương giành lấy thiên hạ.

## Cốt truyện
Câu chuyện xoay quanh truyền thuyết về Đồ Long đao và Ỷ Thiên kiếm là hai báu vật trong võ lâm, nếu ai nắm được cả hai thứ đó sẽ hiệu triệu được thiên hạ:
Võ lâm chí tôn
Bảo đao Đồ Long
Hiệu lệnh thiên hạ
Mạc cảm bất tòng
Ỷ Thiên bất xuất
Thùy dữ tranh phong
(Tạm dịch: Trong võ lâm chí tôn, đao báu Đồ Long là hiệu lệnh của thiên hạ, không ai là không theo. Nếu kiếm Ỷ Thiên không xuất hiện (thì) lấy gì cùng nó (Đồ Long) tranh phong?)

### Bí mật trong đao kiếm
Năm xưa khi quân Mông Cổ vây đánh thành Tương Dương, Hoàng Dung thấy thế quân quá lớn biết rằng không thể giữ được thành, vì không muốn võ công và binh pháp của Quách Tĩnh bị thất truyền, lại mong muốn sau này hậu thế có thể dùng những công phu tuyệt luân đó đánh đuổi quân thù nên đã rèn hai món bảo vật là Ỷ Thiên Kiếm và Đồ Long Đao rồi đem bí kíp giấu vào trong đó. Ỷ Thiên kiếm giấu bí kíp Cửu Âm Chân Kinh. Trong Đồ Long đao giấu bộ Vũ Mục di thư. Kiếm sắc bén vô cùng không vũ khí nào so bì được. Vì thế giang hồ có câu "Ỷ Thiên bất xuất, thùy dữ tranh phong". Cây kiếm về sau được lưu truyền bởi Quách Tương, người sáng lập ra phái Nga Mi và truyền nhiều đời cho chưởng môn của giáo phái. Sau khi bị Triệu Mẫn cướp, kiếm lại bị Chu Chỉ Nhược dùng mưu mẹo lấy lại và khám phá ra bí mật của kiếm để từ đó luyện Cửu Âm Bạch Cốt Trảo. Trong bản sửa đổi mới nhất, Kim Dung đã sửa lại trong đao và kiếm không chứa các bản viết tay mà chứa 2 miếng sắt, lý do là khi đao kiếm chém vào nhau làm tóe lửa sẽ thiêu hủy bí kíp. Hai miếng sắt trong bản mới có vẽ bản đồ chỉ đường đến Đào Hoa đảo, nơi cất giấu bản viết tay Cửu Âm chân kinh và Vũ Mục di thư.

### Trương Tam Phong và phái Võ Đang
Sau khi kết thúc bộ Thần điêu hiệp lữ, hai thầy trò Giác Viễn và Trương Quân Bảo trở về Thiếu Lâm chịu phạt vì tội để mất bộ "Lăng Già kinh", trong đó có tuyệt thế thần công "Cửu Dương Thần Công". Một hôm nữ hiệp Quách Tương đi ngang qua chùa Thiếu Lâm, gặp đúng lúc Tam Thánh Côn Luân Hà Túc Đạo khiêu chiến chùa Thiếu Lâm. Trương Quân Bảo ra đối chiến với Hà Túc Đạo, đuổi được hắn đi. Trước khi đi, Hà Túc Đạo để lại lời nhắn rằng hai tên Doãn Khắc Tây và Tiêu Tương Tử đã chết, Tiêu Tương Tử trước khi chết nói lại: "Kinh tại hầu trung" (kinh trong bụng khỉ), nhưng do hấp hối nên Hà Túc Đạo nghe thành "kinh tại dầu trung" (kinh ở trong dầu) và Hà Túc Đạo đem lại lời nhắn đó nói cho Giác Viễn rồi bỏ đi.
Các tăng chùa Thiếu Lâm thấy Trương Quân Bảo đánh được cường địch, lại cho rằng cậu học lén võ công trong chùa, muốn bắt cậu mà phế đi võ công rồi đuổi khỏi chùa. Quách Tương bất bình nên đứng ra giúp Quân Bảo. Giác Viễn biết chùa Thiếu Lâm người đông thế mạnh nên bỏ 2 người vào 2 đầu đòn gánh mà vừa gánh vừa chạy. Chạy đến chân núi thì Giác Viễn hết sức, ngồi tọa thiền nhập định, trong lúc nhập thần đã đọc lại toàn bộ Cửu Dương Thần Công cho ba người khác nghe là Trương Quân Bảo, Quách Tương và Vô Sắc thiền sư chùa Thiếu Lâm đã phát hiện ba người Giác Viễn nhưng nấp sau bụi cây. Giác Viễn ngay sau đó đã viên tịch, Vô Sắc để cho 2 người Quách Tương xuống núi.
Ba người đều dựa vào những gì nghe được hôm đó, tuy không thể nào nhớ hết được, mà ngộ ra võ học, khai tông lập phái. Quách Tương trở về Tương Dương và theo lệnh cha mẹ mang theo Ỷ Thiên kiếm đến núi Nga Mi lập phái, còn Đồ Long đao, sau khi quân Mông Cổ phá được thành Tương Dương thì cả nhà Quách Tĩnh đều tự sát nên rơi vào tay quân Mông Cổ. Vô Sắc biên soạn lại nội công phái Thiếu Lâm, trở thành cao thủ một đời. Trương Quân Bảo siêng năng tập luyện thần công, lại hay hành hiệp trượng nghĩa. Đến năm năm mươi tuổi, ông học được phép dưỡng sinh của đạo gia, đi ngang qua núi Võ Đang, thấy có 3 ngọn núi sừng sững, từ đó ngộ ra cảnh giới mới của võ học nên lấy đạo hiệu là Tam Phong. Ông lên núi lập quán, sáng lập ra phái Võ Đang, lại thu nhận bảy người đệ tử gồm: Tống Viễn Kiều, Du Liên Châu, Du Đại Nham, Trương Tùng Khê, Trương Thúy Sơn, Ân Lê Đình và Mạc Thanh Cốc, được giang hồ tôn làm "Võ Đang thất hiệp". Phái Võ Đang trở thành thái sơn bắc đẩu trong võ lâm, được sánh ngang với chùa Thiếu Lâm. 

### Cha mẹ của Trương Vô Kỵ
Du Đại Nham, đệ tử thứ ba của Trương Tam Phong phái Võ Đang, trên bước đường giang hồ hành hiệp, do cứu người hoạn nạn mà tình cờ có được Đồ Long đao. Ngay sau đó, chàng bị Ân Tố Tố, con gái của Ân Thiên Chính - giáo chủ Thiên Ưng giáo, phóng ngân châm đả thương và chiếm đoạt Đồ Long đao. Ân cô nương thuê Đô Đại Cẩm chủ Long Môn tiêu cục chuyển Du Đại Nham bị thương liệt người về núi Võ Đang giao cho chưởng môn Trương Tam Phong. Gần đến núi Võ Đang, Đô Đại Cẩm giao nhầm Du Đại Nham cho sáu người lạ mặt (A Tam, A Nhị, A Đại và 3 cao thủ Tây Vực khác), A Tam dùng Kim Cang Đại Lực Chỉ đánh Du Đại Nham trọng thương thêm một lần nữa đứt hết gân cốt. Trương Thúy Sơn, đệ tử thứ năm của Trương Tam Phong, tìm được Du Đại Nham và đưa lên núi.
Vì việc hộ tống Du Đại Nham không thành mà Ân Tố Tố tàn sát cả bảy mươi hai người ở Long Môn tiêu cục và một số cao thủ khác (được họ Đô mời bảo hộ tiêu cục) của phái Thiếu Lâm. Trương Thúy Sơn vì tức giận Đô Đại Cẩm, cũng đến Long Môn Tiêu Cục để làm khó dễ họ. Trong khi đó, Ân Tố giả dạng Trương Thúy Sơn giết người làm xảy ra chuyện hiểu lầm giữa phái Võ Đang và Thiếu Lâm. Tại đây, chàng gặp Ân Tố Tố, nhưng không biết rằng nàng là người đã hạ độc thủ. Sau vài lời trao đổi, Trương Thúy Sơn nhận ra Ân Tố Tố có biết về việc Du Đại Nham nên nhảy lên thuyền Ân Tố Tố rồi nghe nàng kể chuyện nàng đã thuê hộ tống Du Đại Nham như thế nào, rồi Du Đại Nham bị giao lầm cho sáu kẻ lạ mặt như thế nào, và nàng đã tấn công sáu kẻ lạ mặt đó và trúng thương bởi ba mai hoa tiêu tẩm độc. Trương Thúy Sơn cảm kích, vận nội lực chữa chạy vết thương cho nàng. Ân Tố Tố cũng có vẻ say đắm Trương Thúy Sơn, và mời chàng ra đảo Vương Bàn Sơn, nơi Thiên Ưng giáo tổ chức một cuộc hội họp nhỏ giữa một số phái để khoe đao Đồ Long. Tại đây xảy ra một vài cuộc tranh tài nhỏ giữa Trương Thúy Sơn và các cao thủ võ lâm, đồng thời Ân Tố Tố cũng thêm phần say mê Trương Thúy Sơn.
Giữa lúc đao Đồ Long được đem ra thì Tạ Tốn xuất hiện, sát hại các cao thủ, đoạt đao Đồ Long và thách đấu với Trương Thúy Sơn. Chàng dùng thư pháp viết lên hai mươi bốn chữ trên vách núi: "Võ lâm chí tôn, bảo đao Đồ Long, hiệu lệnh thiên hạ, mạc cảm bất tòng, Ỷ Thiên bất xuất, thùy dữ tranh phong". Tạ Tốn chịu thua, tha chết cho Trương Thúy Sơn và Ân Tố Tố nhưng dùng tuyệt kĩ "Sư Tử Hống" hạ sát tất cả những người khác trên đảo - trừ vài người có nội công cao cường chỉ bị điên dại, hoặc bị ngất trước đó nên không sao cả. Sau đó ba người lên một chiếc thuyền nhắm hướng ra biển cả. Trải qua một trận bão lớn, thuyền bị đắm, cả ba người bị trôi dạt lên vùng cực bắc nương nhờ theo các tảng băng trôi. Tạ Tốn trong lúc nóng giận phát điên định giết Trương và Ân nhưng bị Ân cô nương bắn ngân châm làm mù mắt. Cuối cùng cả ba người đều trôi dạt đến một hòn đảo với một ngọn núi lửa ở trung tâm nên đất đai khá màu mỡ và đặt tên là "Băng Hoả đảo". Nơi này Ân Tố Tố và Trương Thúy Sơn kết nghĩa vợ chồng, hạ sinh được một đứa con trai đặt tên là Trương Vô Kỵ - tên đặt theo tên của con trai Tạ Tốn đã bị giết trước đây là Tạ Vô Kỵ - nhận Tạ Tốn làm cha đỡ đầu. Trương Thúy Sơn bái Tạ Tốn là anh kết nghĩa.
Đến năm Vô Kỵ lên mười tuổi, Tạ Tốn ở lại Băng Hỏa đảo để tránh ân oán giang hồ, Trương Thúy Sơn và Ân Tố Tố đóng bè đưa Vô Kỵ về Trung Nguyên. Về lại quê xưa, Trương Ân hai người mới biết rằng mười năm qua các phái đánh nhau triền miên vì sự mất tích của hai người cùng Tạ Tốn và đao Đồ Long. Trên đường về núi Võ Đang, Vô Kỵ bị một kẻ lạ mặt bắt cóc và Vô Kỵ trúng phải hàn độc của Huyền Minh thần chưởng. Cũng tại núi Võ Đang, Trương Thúy Sơn bị các đại môn phái ở Trung Nguyên làm khó dễ vì là anh em kết nghĩa với Tạ Tốn và biết Tạ Tốn đang ở đâu. Vì không thể nói ra tung tích của Tạ Tốn nên chàng rút kiếm tự vẫn, Ân Tố Tố cũng tự tử chết theo chồng.
Cũng tại núi Võ Đang, Trương Vô Kỵ cũng bị kẻ lạ mặt (thực ra là Huyền Minh Nhị Lão đánh trọng thương chàng bởi võ công Huyền Minh thần chưởng) mang tới chứng kiến cha mẹ tự vẫn, Trương Tam Phong dùng Thuần Dương Vô Cực mà ngày xưa nghe được một ít từ Giác Viễn đại sư trị được phần nào nội thương của Vô Kỵ. Sau đó ông đích thân dẫn Vô Kỵ lên núi Thiếu Thất xin các nhà sư Thiếu Lâm truyền phần còn lại của Cửu dương chân kinh để Vô Kỵ có thể tự trị được nội thương. Không Văn, chưởng môn của phái Thiếu Lâm từ chối, Trương Tam Phong đành dắt Vô Kỵ xuống núi.

### Vô Kỵ lưu lạc giang hồ
Lúc xuống núi, Trương Tam Phong cứu được Chu Chỉ Nhược cùng một hán tử thuộc Minh giáo đang bị quân Nguyên đuổi đánh trên sông là Thường Ngộ Xuân. Để cảm tạ, hán tử này dẫn Trương Vô Kỵ đến một danh y của Minh Giáo tên là Hồ Thanh Ngưu để xin chữa bệnh. Đổi lại, Trương Tam Phong dẫn cô bé tên là Chu Chỉ Nhược, con gái người lái đò đã bị sát hại, về núi Võ Đang.
Trên đường đến Hồ Điệp cốc, nơi ở của Hồ Thanh Ngưu, Vô Kỵ vô tình nghe lén được chuyện đời tư của Kỷ Hiểu Phù, một đại đệ tử của phái Nga Mi nhưng lại có một đứa con gái riêng với Dương Tiêu, Quang Minh Tả sứ của Minh giáo là Dương Bất Hối.
Vô Kỵ lưu lại Hồ Điệp cốc khoảng hai năm để chữa bệnh đồng thời cũng được Hồ Thanh Ngưu truyền dạy cho nhiều kiến thức y thuật quý báu. Kim Hoa bà bà xuất hiện và đả thương mười lăm người, trong số đó có Kỷ Hiểu Phù, với những chứng bệnh kì quái và bảo họ đến nhờ Hồ Thanh Ngưu chữa. Do Kim Hoa bà bà có mối thù xưa với Hồ Thanh Ngưu vì trước đây ông từ chối chữa bệnh cho chồng bà ta, nên chồng bà chịu chết. Hồ Thanh Ngưu hướng dẫn cho Vô Kỵ chữa chạy những người đó, nhưng bị vợ ông ta phá. Sau đó, hai vợ chồng của Hồ Thanh Ngưu bị Kim Hoa bà bà sát hại sau khi bà bà phát hiện 2 mộ giả của họ. Kỷ Hiểu Phù bị sư phụ là Diệt Tuyệt sư thái đánh chết do không chịu ra tay ám sát Dương Tiêu. Trước lúc lâm chung, Kỷ Hiểu Phù gửi gắm lại đứa con gái tên Dương Bất Hối cho Vô Kỵ và nhờ đem con mình gửi cho cha nó là Dương tả sứ. Kim Hoa bà bà cũng đấu võ với Diệt Tuyệt sư thái nhưng chịu thua khi sư thái sử dụng đến Ỷ Thiên kiếm.
Vô Kỵ dắt Bất Hối đi về phía dãy núi Côn Lôn để tìm cha cô bé. Trên đường đi, Vô Kỵ cứu người của phái Côn Lôn bị thương nên được đưa về bản doanh của phái Côn Lôn và gặp chưởng môn Hà Thái Xung. Nơi đây, Vô Kỵ chữa thành công bệnh rắn độc cắn cho người vợ lẽ của ông ta. Ông mở tiệc chiêu đãi thì Vô Kỵ phát giác là rượu có độc, bà vợ cả xuất hiện, nói mình là chủ mưu và tức giận điểm huyệt mọi người, bắt Vô Kỵ uống rượu độc. Vô Kỵ tự giải huyệt - công phu của nghĩa phụ Tạ Tốn, rồi giúp Hà Thái Xung giải huyệt. Vô Kỵ nhận rõ bộ mặt tráo trở của Hà Thái Xung, đành dùng kế lừa Hà Thái Xung giúp mình và Bất Hối trốn chạy, sau đó bị bà vợ cả đuổi theo. Lúc đó thì Dương Tiêu xuất hiện, cứu lấy Bất Hối và Vô Kỵ. Sau khi biết được Bất Hối là con gái mình, Dương Tiêu cảm tạ Vô Kỵ rồi dẫn Bất Hối đi. Vô Kỵ bây giờ một mình lưu lạc giang hồ, không biết là sẽ đi đâu khi mà cậu chỉ còn sống vài năm nữa vì nội thương của Huyền Minh thần chưởng...

### Vô Kỵ chinh phục võ lâm
Khi đi băng qua dãy núi Hoa Sơn, vì cứu một con khỉ bị thương, Vô Kỵ bị bầy chó săn của Chu Cửu Chân, con gái Chu Trường Linh (Hậu duệ của Đại thừa tướng Chu Tử Liễu, đồ đệ của Nhất Đăng đại sư trong "Anh hùng xạ điêu" và "Thần điêu đại hiệp") cắn trọng thương. Sau khi vết thương hồi phục, Chu Trường Linh dùng mưu kế, tự nhận Trương Thúy Sơn là đại ân nhân, để dụ dỗ Trương Vô Kỵ chỉ ra nơi ở của Tạ Tốn. Vô Kỵ cả tin, kể ra mọi sự; sau đó nhờ tình cờ nghe lén Chu Trường Linh và Võ Liệt (Hậu duệ của Tổng quản ngự lâm quân Võ Tam Thông, con cháu của Võ Tu Văn trong "Thần điêu đại hiệp") bàn mưu tính kế đoạt đao Đồ Long, Vô Kỵ bỏ trốn bị Chu Trường Linh đuổi theo và cả hai sẩy chân rơi xuống một vực núi. Ở lưng chừng vực, nhờ vướng cành cây, Vô Kỵ rơi vào một gành đá, rồi khám phá một hang đá lộ thiên lớn. Trong động này, Vô Kỵ nhờ cứu một con khỉ mà tìm ra Cửu Dương Chân Kinh ẩn giấu trong bụng khỉ. Khoảng 80 năm về trước, quyển kinh này đã bị hai kẻ gian (Doãn Khắc Tây và Tiêu Tương Tử - xem "Thần điêu đại hiệp") lấy cắp từ Tàng Kinh Các trong chùa Thiếu Lâm, vì sợ phát hiện nên giấu vào bụng khỉ. Hai kẻ này tàn sát lẫn nhau, con khỉ trốn thoát, lưu lạc lên hang đá này. Vô Kỵ trải qua 5 năm tu luyện Cửu dương thần công trong hang đá, nội công trở nên hết sức thâm hậu, tự đẩy được hàn độc ra ngoài. Trong thời gian này, Chu Trường Linh cũng được Trương Vô Kỵ nuôi sống ở ngoài hang bằng trái cây.
Sau đó, Vô Kỵ thoát ra ngoài hang, bị Chu Trường Linh bẫy sẩy chân rơi xuống chân núi nhưng rơi vào một bãi cỏ khô phủ đầy tuyết nên không chết mà chỉ bị gãy chân. Chu Trường Linh vì cố chui vào hang cũng bị kẹt mà chết luôn ở đó. Vì ở trong núi lâu, nên không ai còn nhận ra Vô Kỵ. Khi nằm trên tuyết dưỡng thương, Vô Kỵ gặp Ân Ly (con gái của Ân Dã Vương, em họ của Vô Kỵ) và tự xưng tên mình là Tăng A Ngưu. Ân Ly bị một số người vây đánh, trong đó có cả Chu Chỉ Nhược, được Vô Kỵ truyền nội công chống đỡ.
Sau đó, Ân Ly và Vô Kỵ bị phái Nga My dẫn đầu là Diệt Tuyệt sư thái bắt làm tù binh. Lúc đó lục đại phái - 6 phái võ lâm (Thiếu Lâm, Võ Đang, Nga My, Côn Lôn, Hoa Sơn, Không Động) đang tiến quân lên đỉnh Quang Minh để tiêu diệt Minh giáo.
Vi Nhất Tiếu xuất hiện, cứu lấy Ân Ly, Vô Kỵ đuổi theo, bị Thuyết Bất Đắc bắt bỏ vào túi và đem lên đỉnh Quang Minh. Tại đỉnh Quang Minh, Vô Kỵ chứng kiến Viên Chân (Thành Côn) ra tay đánh lén các cao thủ của Minh giáo đang tranh võ lẫn nhau. Vô Kỵ ra tay, đánh lại Viên Chân, sau đó đuổi theo Viên Chân, với sự giúp đỡ của Tiểu Chiêu (một gián điệp của Kim Hoa bà bà được cài làm hầu nữ bên cạnh của Bất Hối), lọt vào bí đạo nằm sâu trong đỉnh núi. Dưới bí đạo này, Vô Kỵ biết được lịch sử của Minh giáo. hài cốt và bí ẩn về cái chết của vợ chồng Dương giáo chủ và khám phá ra Càn Khôn Đại Nã Di tâm pháp. Vì trong người đã có Cửu dương công thâm hậu, Vô Kỵ chỉ cần qua một đêm đã luyện tới cấp thứ bảy của Càn Khôn Đại Nã Di (người thường phải mất 14 năm người có võ công cao cũng phải mất 7 năm mới luyện được một cấp nhưng trước giờ chưa ai luyện được đến cấp thứ 7, ngay cả người sáng lập ra môn võ này cũng chỉ mới luyện được đến cấp thứ 6, nên cấp cuối ông tự nghĩ ra mà chưa xác thực thành thử có nhiều chỗ sai, may sao Trương Vô Kỵ lại bỏ những chỗ này không học, nhờ thế thoát được họa tẩu hỏa nhập ma). Sau khi công lực đã thành, Vô Kỵ phá cửa đá, thoát lên đỉnh núi vào sáng hôm sau.
Tại đỉnh núi, Vô Kỵ đánh bại nhiều cao thủ võ lâm của sáu phái, trong đó có cả Không Tính đại sư của phái Thiếu Lâm, vợ chồng Hà Thái Xung - Ban Thục Nhàn của phái Côn Lôn, Diệt Tuyệt sư thái của phái Nga My, ngũ lão của phái Không Động, Tiên Vu Thông của phái Hoa Sơn. Chu Chỉ Nhược, lúc này đã nhận ra Vô Kỵ, có mách vài chiêu khi chàng đấu kiếm, nhưng sau vì nghe lời sư phụ đã dùng Ỷ thiên kiếm đâm chàng một phát chí mạng. Sau đó, Vô Kỵ được tôn vinh lên làm giáo chủ thứ 34 của Minh giáo, kế vị giáo chủ đời 33 là Dương Đỉnh Thiên.

### Vô Kỵ gặp Triệu Mẫn
Sau khi lên ngôi giáo chủ Minh giáo, Vô Kỵ dẫn một đoàn giáo chúng với ý định đi hoang đảo đón Tạ Tốn về. Khi xuống núi, chàng gặp Ân Lê Đình, đệ tử thứ sáu của Trương Tam Phong, bị thương nặng bởi một loại chưởng thuộc phái Thiếu Lâm (Kim cương chỉ lực do Phương Trượng Lão Bác Trí Thần Kiếm tức là A Đại - trước đây là trưởng lão Cái Bang và A Nhị). Sau đó chàng gặp Triệu Mẫn (còn gọi là Mẫn Mẫn Đặc Mục Nhĩ) - quận chúa Mông Cổ ăn mặc giả trai trên người có đeo thanh Ỷ thiên kiếm. Triệu cô nương mời Vô Kỵ và đoàn người đi cùng đến thăm Lục liễu sơn trang, thiết đãi nồng hậu. Sau đó Triệu Mẫn để lại thanh Ỷ thiên kiếm vào trong. Mọi người tò mò, rút thanh kiếm ra thì hóa ra đó là một thanh kiếm gỗ thơm ngát và sau đó khi ra khỏi sơn trang tất cả đều cảm thấy choáng váng vì trúng độc. Vô Kỵ quay lại sơn trang, xin Triệu Mẫn thuốc giải độc. Triệu Mẫn lừa Vô Kỵ rơi vào hầm tối, chàng hết cách nên đành cù vào gan bàn chân Triệu cô nương để thoát khỏi hầm, đem thuốc giải độc về cứu quần hùng Minh giáo.
Sau đó Vô Kỵ dẫn cả đoàn lên chùa Thiếu Lâm để hỏi về vụ Ân Lê Đình. Lên đến đây thì họ thấy chùa trống vắng, các nhà sư đi vây đánh đỉnh Quang Minh vẫn chưa về, các tượng la hán sau lưng đều có khắc dòng chữ: "Tiên tru Thiếu Lâm, Tái diệt Võ Đang. Duy ngã Minh giáo, Võ lâm xưng vương." (Diệt phái Thiếu Lâm trước, rồi diệt Võ Đang sau. Chỉ còn mình Minh giáo, trong võ lâm đứng đầu).
Trước tình hình đó, phỏng đoán rằng Trương Tam Phong và các đệ tử đang gặp nguy, Vô Kỵ nhanh chóng đi sang núi Võ Đang, vừa đúng lúc có cao thủ phái Thiếu Lâm Tây Vực đang muốn ám hại Trương Tam Phong. Lúc này Vô Kỵ cải trang thành một tiểu đồng đi khiêng cáng cho Du Đại Nham. Vừa lúc đó, Triệu Mẫn giả danh Trương Vô Kỵ dẫn theo một số cao thủ đến khiêu khích phái Võ Đang và Trương Tam Phong. Lúc này, Vô Kỵ vẫn giả danh là tiểu đồng, ra tiếp chiêu các cao thủ A Đại, A Nhị, A Tam. Trương chân nhân truyền Thái cực quyền và Thái cực kiếm cho Vô Kỵ ngay tại chỗ. Vô Kỵ đánh bại một số cao thủ, nhưng cũng trúng hàn chưởng của Huyền minh nhị lão, dưới trướng của Triệu Mẫn. Cùng lúc các cao thủ của Minh giáo bao gồm Dương Tiêu, Ân Thiên Chính, Vy Nhất Tiếu, Thuyết Bất Đắc cũng vừa lên kịp núi Võ Đang. Triệu Mẫn dẫn các cao thủ rút lui. Lúc này Vô Kỵ lộ danh tính, vái chào Trương Tam Phong và kể cho thái sư phụ chuyện phiêu lưu của chàng kể từ lúc hai người chia tay khoảng hơn mười năm về trước. Bây giờ thì Du Đại Nham và Ân Lê Đình cũng như Vô Kỵ đều biết mình trúng Đại lực kim cương chỉ của A Tam và Huyền Minh thần chưởng của Huyền minh nhị lão.
Vô Kỵ qua hôm sau thì hồi phục, bèn đuổi theo Triệu Mẫn để lấy "Hắc Ngọc Đoạn Tục Cao" chữa gãy xương do bị Đại Lực Kim Cương Chỉ đánh trúng cho Ân lục thúc và Du tam bá, bị Triệu cô nương đánh lừa để cho chàng lấy phải thuốc giả. Sau đó, Triệu Mẫn bắt Vô Kỵ hứa phải làm cho mình ba việc trước khi chỉ cho chàng chỗ lấy thuốc thật, chính là nằm trong cái hộp vàng và chiếc trâm kẹp tóc trước đây Triệu Mẫn tặng riêng cho chàng, và chàng đã vô tình đem tặng lại cho Tiểu Chiêu.
Qua điều tra của nhóm Chu Nguyên Chương, Từ Đạt trong Minh giáo, Vô Kỵ biết được các cao thủ của sáu phái đi vây đánh đỉnh Quang Minh, khi về đã trúng kế của Triệu Mẫn bị bắt giam ở chùa Vạn An ở Đại Đô. Và chàng cũng biết được Triệu Mẫn con gái của Nhữ Dương Vương, thống soái của triều đình Nguyên Mông. Triệu cô nương bắt các cao thủ nhốt lại trong tháp trong chùa để học hết các loại võ công và bắt họ quy hàng triều đình. Vô Kỵ cùng Vi Nhất Tiếu và Dương Tiêu lẻn vào tháp và quan sát. Khi Triệu cô nương định ra tay dùng kiếm rạch mặt Chu Chỉ Nhược, Vô Kỵ ra tay cứu Chu cô nương, vô tình ném ra cái hộp vàng mà Triệu cô nương tặng chàng. Thấy Triệu Mẫn ngẩn ngơ nhìn chiếc hộp bị kiếm cắt làm đôi, Vô Kỵ xin lỗi, nói rằng mình luôn mang cái hộp đó bên mình nên lúc đó tiện tay ném ra. Tại đây Vô Kỵ cũng một mình đánh bại được Huyền Minh nhị lão. Sau đó nhờ khinh công tuyệt đỉnh của Vi Nhất Tiếu mà Triệu Mẫn không dám làm hại Chu Chỉ Nhược nữa và Vô Kỵ có thể yên tâm thoát ra.
Sau đó, với sự giúp đỡ từ bên trong của Khổ đầu đà - Phạm Dao, xưa vốn là Quang minh hữu sứ của Minh giáo, nay giả làm một cao thủ dưới quyền Triệu Mẫn, Vô Kỵ cùng các cao thủ Minh giáo đã giải cứu được các cao thủ của sáu phái đang bị giam trong tháp chùa Vạn An. Diệt Tuyệt sư thái tự vẫn chứ không muốn Minh giáo cứu, và truyền giao chức chưởng môn phái Nga Mi cho Chu Chỉ Nhược, đồng thời truyền lại bí mật về Đồ Long đao và Ỷ Thiên kiếm cho Chu cô nương, và muốn đệ tử phải đoạt được bảo đao và bảo kiếm.
Triệu cô nương không tỏ ra thù hận Vô Kỵ đã giải cứu các cao thủ mà còn hẹn gặp riêng Trương giáo chủ tại một quán rượu... Sau khi đưa quần hùng cứu được từ chùa Vạn An ra ngoài thành, Vô Kỵ quay lại điểm hẹn với Triệu Mẫn. Tại quán rượu, Triệu cô nương đưa ra việc phải làm thứ nhất: đi tìm đao Đồ Long, vì lúc này Ỷ thiên kiếm đang ở trong tay nàng. Tiểu Chiêu cũng muốn đi cùng để hầu hạ Trương công tử vì nàng cũng yêu Trương Vô Kỵ. Trên đường đi ra phía bờ biển, bên trong một cái miếu, ba người nghe lẻn được chuyện Kim Hoa bà bà biết được Đồ Long đao ở đâu, và định gây hấn với phái Nga My. Biết được Diệt Tuyệt sư thái đã qua đời, Ỷ thiên kiếm không còn trong tay phái Nga My, Kim Hoa bà bà bắt Chu Chỉ Nhược đi. Vô Kỵ và Triệu Mẫn ra bờ biển trước đón đường, cải trang thành thủy thủ, lấy một chiến thuyền Mông Cổ giả làm thuyền đánh cá cho thuê. Kim Hoa bà bà thuê chiếc thuyền đó đưa Chu cô nương ra đảo Linh Xà.
Tại đảo Linh Xà, Vô Kỵ mới biết Tạ Tốn đã được Kim Hoa bà bà đưa về từ băng đảo, tìm cách mượn đao Đồ Long để đổi lấy việc bà bà đi tìm Vô Kỵ cho ông ta. Ân Ly cũng đang ở trên đảo. Khi Tạ Tốn tỷ thí võ với Kim Hoa bà bà thì Vô Kỵ mới biết bà ta là Đại Ỷ Ti - Tử Sam Long Vương trong Minh giáo, trên Kim Mao Sư Vương Tạ Tốn một bậc. Ân Ly bị đánh trọng thương vì không chịu giúp bà bà đánh Tạ Tốn để đoạt bảo đao. Vô Kỵ nhảy ra cứu Ân cô nương và Tạ Tốn.
Sau đó các sứ giả Minh giáo Ba Tư xuất hiện, Vô Kỵ đánh nhưng không thắng nổi, Triệu Mẫn xả thân cứu Vô Kỵ nên cũng bị trọng thương. Cả bốn người chạy ra thuyền trốn khỏi đảo, lúc này Chu cô nương và Tiểu Chiêu vẫn còn ở trên thuyền. Trên thuyền Tạ Tốn kể về thân thế của Kim Hoa bà bà, vốn ngày xưa là một thánh nữ của Minh giáo Ba Tư, sang Trung Nguyên để lập công để chuẩn bị lên ngôi giáo chủ. Thế nhưng bà lại kết hôn với một người Hán (Hàn Thiên Diệp) nên bây giờ Minh giáo Ba Tư muốn sang tìm bắt bà ta về thiêu sống. Ông khuyên Vô Kỵ nên quay lại cứu bà bà. Với sự giúp đỡ của Tiểu Chiêu trong việc dịch những câu văn trên thánh hỏa lệnh, Vô Kỵ thắng được các sứ giả Ba Tư về võ công nhưng lại thua họ về mưu kế. Tiểu Chiêu (thật ra là con gái của Kim Hoa bà bà và Ngân Diệp tiên sinh) phải chịu nạp mình để trở thành thánh nữ của Minh giáo Ba Tư. Nàng lặng lẽ từ biệt Trương Vô Kỵ và không còn quay lại nữa. Những người Ba Tư cho thuyền đưa Tạ Tốn, Vô Kỵ, Triệu Mẫn, Chu Chỉ Nhược, Ân Ly về lại Trung Nguyên. Trên đường về, cả đoàn ghé lại một hòn đảo nhỏ giữa biển. Tối hôm đó, Vô Kỵ cảm thấy uể oải lăn ra ngủ thiếp đi. Khi tỉnh dậy vào sáng hôm sau thì Triệu cô nương và chiếc thuyền đã đi mất, Ân Ly mặt bị rạch, nằm mê man bất tỉnh. Nghĩ rằng Ân cô nương đã chết, Vô Kỵ chôn cô ta và cho rằng Triệu Mẫn đã lừa mình, lấy đi Đồ Long đao và Ỷ thiên kiếm. Vô Kỵ thề sẽ trả thù cho Ân Ly, rồi đính ước với Chu Chỉ Nhược, hẹn rằng khi về Trung Nguyên sẽ làm đám cưới.

### Triệu Mẫn phá đám cưới của Vô Kỵ
Một thời gian không lâu sau đó, có thuyền của Mông Cổ vâng lệnh Triệu cô nương ra đón Vô Kỵ, Tạ Tốn và Chu Chỉ Nhược về lại Trung Nguyên. Về lại đất liền, Vô Kỵ khám phá ra âm mưu và cùng cô gái áo vàng họ Dương vạch mặt Trần Hữu Lượng thuộc Cái Bang đang thao túng Tống Thanh Thư (con trai Tống Viễn Kiều, vô tình đánh lén chết Mạc Thanh Cốc) để đầu độc phái Võ Đang. Vô Kỵ cũng gặp lại Triệu Mẫn nhưng không nỡ giết nàng, cô nói không phải cô ta là người hại Ân cô nương và lấy đao Đồ Long và kiếm Ỷ Thiên. Trong khi đó, Tạ Tốn bị Cái Bang bắt đi.
Sau đó, Vô Kỵ tổ chức lễ cưới với Chu Chỉ Nhược. Nhưng vì yêu sâu đậm Vô Kỵ, Triệu cô nương xuất hiện, đưa ra việc phải làm thứ hai: bảo Vô Kỵ ngăn lễ cưới lại để đi cứu Tạ Tốn, trong bàn tay cô ta có một nắm tóc của Tạ Tốn. Chu Chỉ Nhược xuất chưởng đánh Triệu Mẫn làm cô ta bị thương nặng và bỏ chạy. Vô Kỵ đuổi theo Triệu cô nương và chữa chạy vết thương cho nàng, đồng thời cũng rất ngạc nhiên về loại độc chưởng của Chu cô nương vừa mới học được. Trên đường, Vô Kỵ và Triệu Mẫn bị Vương Bảo Bảo, anh trai Triệu Mẫn, và đích thân Nhữ Dương Vương cùng thuộc hạ vây bắt. Triệu Mẫn dọa tự tử trước mặt cha nếu không cho mình theo Vô Kỵ, Nhữ Dương Vương đành chịu thua con gái và để hai người ra đi.

### Vô Kỵ giải cứu Tạ Tốn
Vô Kỵ tìm thấy Tạ Tốn bị biệt giam ở dưới một hầm tối trong Thiếu Lâm tự, với sự canh gác cẩn mật. Chàng cũng tìm cách lý giải với ba vị đại sư rằng những tội ác gây ra bởi Tạ Tốn là do âm mưu của Viên Chân, tên tục là Thành Côn, trước là sư phụ của Tạ Tốn, sau bái Không Kiến đại sư làm sư phụ. Vài tháng sau, chùa Thiếu Lâm mở đại hội võ lâm để xử vụ Tạ Tốn, tất cả các môn phái lớn đều có mặt, phần là do có thù xưa với Tạ Tốn, phần là muốn đi xem đao Đồ Long. Tại đại hội này, Vô Kỵ gặp lại Chu Chỉ Nhược, cô thông báo với quần hùng rằng cô đã thành hôn với Tống Thanh Thư, người vừa gia nhập phái Nga My.
Chu Chỉ Nhược dùng Cửu Âm Bạch Cốt Trảo đánh thương Vô Kỵ. Vô Kỵ chữa trị thương tích cho mình và Tống Thanh Thư bị Nhị thất hiệp đánh trọng thương. Sau đó Vô kỵ biết được nơi nhốt Tạ Tốn cùng với 3 vị đại sư của Thiếu lâm tự. Vô kỵ đưa quần hùng minh giáo tới để giải cứu nghĩa phụ, chàng cùng với Dương Tiêu và Bạch mi Ưng vương xuất thủ nhưng cũng không đánh bại được 3 vị cao tăng của Thiếu lâm (Độ Ách, Độ Nạn và Độ Kiếp), thậm chí Ân Thiên Chính còn vì kiệt sức mà chết. Phải nhờ đến sự giúp đỡ của Chỉ Nhược, 2 người mới đánh được 3 cao tăng giải cứu Tạ Tốn. Lúc này Viên Chân (sư phụ cũ của Tạ Tốn) xuất hiện đòi giết Tạ Tốn. Nhưng hắn bị Kim Mao Sư Vương đánh mù đôi mắt và sau đó Tạ Tốn đã tự phế bỏ võ công đã học của Thành Côn để rồi thoát tục lập địa thành phật. Tới đây, qua lời kể của Tạ Tốn, Trương Vô Kỵ mới biết rằng cái đêm trên đảo, người hạ độc chính là Chu Chỉ Nhược. Cô ta lén bỏ thuốc mọi người, sau đó ném Triệu Mẫn lên bè ra biển, rạch mặt Ân Ly và hủy đi Đồ Long Ỷ Thiên, lấy được bí mật trong đó. Tạ Tốn do có thính lực hơn người nên đêm đó biết hết mọi chuyện, nhưng vì sợ Chu Chỉ Nhược hại Vô Kỵ nên phải nói thác rằng chính Triệu Mẫn đã bỏ thuốc rồi trốn đi. Nhưng hỗn loạn chưa dứt, Nhữ Dương Vương đưa quân đánh Thiếu Lâm tự vì cho rằng quần hùng thiên hạ tập trung tại đây có ý tạo phản. Vô Kỵ dẫn dắt quần hùng võ lâm đánh lui quân địch. Nhờ có Võ Mục Di Thư, Vô Kỵ cùng quần hùng đánh bại quân Mông Cổ. Sau đó trong buổi tiệc, y truyền lại Võ Mục Di Thư cho Từ Đạt. Từ đó anh hùng Trung Nguyên đều nức lòng quy phục Minh Giáo, hiệu lệnh của Trương Vô Kỵ đến đâu không ai không theo.

### Vô Kỵ quy ẩn
Sự việc kết thúc là lúc Vô Kỵ tìm lại được mảnh ghép của Đồ Long đao và Ỷ Thiên kiếm cùng với miếng huyền thiết trong bảo đao và bảo kiếm đem chúng rèn lại như cũ. Sau đó Vô Kỵ được quần hùng thiên hạ tôn làm Võ Lâm Chí Tôn. Các giáo chúng Minh Giáo khuyên Vô Kỵ lên ngôi vua, lãnh đạo giáo chúng đánh đuổi quân Nguyên, kiến lập triều đại mới. Theo Thánh hỏa lệnh Tam đại lệnh, trong đó lệnh thứ nhất là không được làm quan, làm vua, do đó Vô Kỵ từ chối và mong toàn bộ giáo chúng Minh Giáo tuân theo. Sau đó, dã tâm của Chu Nguyên Chương ngày càng lớn, hắn muốn lấy chức giáo chủ nhưng không thành do các giáo đồ chỉ phục tùng và ủng hộ Trương Vô Kỵ, tuy nhiên hắn đã âm mưu giết hại người trong giáo phái, tiêu biểu là cái chết oan của Hàn Lâm Nhi, Liêu Vĩnh Trung. Trương Vô Kỵ canh cánh trong lòng, tự thấy mình không đủ tài năng xử lý được đại sự và không trừng trị được Chu Nguyên Chương, nên quyết định từ chức giáo chủ.
Đoạn kết truyện được sửa đổi nhiều lần. Trong lần sửa đổi cuối cùng, Trương Vô Kỵ đưa Triệu Mẫn về Mông Cổ, cùng với sự không màng danh lợi, chàng đã từ bỏ tất cả, truyền lại chức giáo chủ Minh giáo cho Dương Tiêu, còn mình bỏ ra thảo nguyên Mông Cổ sống tiếp phần đời còn lại cùng Triệu Mẫn. Trước hôm lên đường, Chỉ Nhược xuất hiện, yêu cầu Vô Kỵ không được bái đường thành thân với Triệu Mẫn mà chỉ được chung sống với cô ta. Trương Vô Kỵ đồng ý, Chỉ Nhược nói "Các người cứ việc làm vợ chồng, sinh con, qua tám năm mười năm, chàng trong lòng chỉ nhớ đến muội, không quên được muội, thế là đủ rồi", rồi lại rời đi.
Chỉ Nhược đi rồi, Vô Kỵ trong lòng ngơ ngẩn một hồi, nghĩ rằng sau này chỉ cần mỗi ngày cùng Triệu Mẫn như hình với bóng, làm vợ chồng, sinh con, không bái đường thành thân thì cũng chẳng sao. Rồi lại nghĩ "Vì sao qua tám năm mười năm, trong lòng ta cũng chỉ nghĩ đến Chỉ Nhược, cũng không quên được Chỉ Nhược? Nàng kỳ thật không cùng Tống Thanh Thư thành thân, lại từng có ước hẹn hôn nhân với ta. Nàng làm không ít chuyện có lỗi với ta, lúc này nghĩ lại, cũng không quá xấu xa với ta. Có một số việc nàng làm là do sư phụ bức bách, không làm không được. Nàng mặc dù trộm Đồ Long đao cùng Ỷ Thiên kiếm, nhưng bây giờ Đồ Long đao đã trở về tay ta, biểu muội Ân Ly cũng không chết... Yêu ta sâu đậm, rất muốn lấy ta, ngoài Chỉ Nhược, còn có Mẫn muội, còn có Thù Nhi, còn có Tiểu Chiêu... Người đó (Chỉ Nhược) không sai lầm đâu? Chính mình không phải đã từng có lỗi với người ta sao? Tiểu Chiêu đối ta thật tốt, nàng đã lấy được Càn Khôn Đại Na Di tâm pháp về, thánh xử nữ giáo chủ không làm cũng không sao. Thù Nhi không luyện Thiên Thù Vạn Độc Thủ, nói không chừng có một ngày lại tìm đến Trương Vô Kỵ ta đây, ta đồng ý lấy nàng làm vợ...". Bốn cô nương này, mỗi người đều yêu chàng khắc cốt minh tâm, chàng chỉ nhớ chỗ tốt của người ta, còn toàn bộ khuyết điểm của người ta chàng đều quên hết, vì thế, mỗi người cũng đều rất tốt, rất tốt...
Như vậy, đoạn kết của truyện có nội dung mở: Vô Kỵ cuối cùng vẫn nặng lòng yêu mến với cả 4 cô gái, không thể quên ai và muốn kết hôn với tất cả bọn họ. Anh cùng Triệu Mẫn tới Mông Cổ chung sống, nhưng không rõ 3 người kia (Chu Chỉ Nhược, Ân Ly, Tiểu Chiêu) sau này có theo chàng tới Mông Cổ hay không.
(Khi lênh đênh trên Linh Xà đảo, Vô Kỵ từng mơ rằng "thấy mình lấy được Triệu Mẫn, lại lấy cả Chu Chỉ Nhược. Khuôn mặt sưng phù của Ân Ly cũng biến thành đẹp, luôn cả Tiểu Chiêu cũng lấy mình luôn. Ban ngày ban mặt chàng đâu có dám nghĩ tới, nhưng trong giấc ngủ lại thành sự thực, thấy cả bốn cô, cô nào cũng rất tốt, mình không thể bỏ người nào." Cụm từ "cả bốn cô, cô nào cũng rất tốt" được lặp lại trong đoạn kết, ác cảm giữa Chu Chỉ Nhược - Triệu Mẫn - Ân Ly với nhau cũng không còn, ngoài ra khuôn mặt sưng phù của Ân Ly cũng đã khỏi đúng như giấc mơ, như vậy phải chăng tác giả ngầm hàm ý rằng cuối cùng giấc mơ của Vô Kỵ sẽ trở thành sự thật, và chàng rồi sẽ lấy cả 4 cô làm vợ?)
Dựa trên các tác phẩm của Kim Dung, có thể suy ra số phận Minh giáo như sau: Dương Tiêu tuổi già nên không tranh lại được Chu Nguyên Chương. Chu Nguyên Chương sau đó thống lĩnh Minh giáo và vận dụng binh pháp trong Vũ Mục di thư đánh đuổi người Mông Cổ, lập ra nhà Minh, trở thành Hồng Vũ Hoàng đế, tức vua Minh Thái Tổ (chữ "Minh" chỉ Minh giáo vì Minh giáo là lực lượng nòng cốt của Thái Tổ). Minh Thái Tổ lên ngôi, liền tàn sát công thần. Thường Ngộ Xuân vốn được Hồ Thanh Ngưu tiên đoán sẽ sống không qua tuổi 40, quả nhiên sau bị bệnh mất sớm nên may mắn không bị thanh trừng, còn Từ Đạt và vô số mưu thần tướng lĩnh thì không thoát khỏi sự sát hại của nhà vua. Minh giáo bị triều Minh nghi kỵ và truy bắt, các đời Giáo chủ sau Dương Tiêu lại không có năng lực nên Minh giáo dần duy thoái, và rất có thể sau này đã đổi tên trở thành Nhật Nguyệt thần giáo (một giáo phái xuất hiện trong Tiếu ngạo giang hồ, diễn ra khoảng 100 - 200 năm sau thời Ỷ Thiên Đồ Long ký).

## Ý nghĩa
Trong văn hóa truyền thống Trung Quốc, rồng được xem là biểu tượng thiêng liêng tượng trưng cho Hoàng đế, thế nên Đồ Long đao mang mục đích là giết Hoàng đế. Hoàng đế ở đây chỉ triều đình Mông Nguyên nói chung và Nguyên Huệ Tông nói riêng. Xuyên suốt lịch sử Trung Quốc, có nhiều Đế Vương đã bị hủ hóa thành bạo chúa gây tai họa cho đất nước. Việc được làm Hoàng đế theo quan niệm thời xưa là do người đó được nhận thiên mệnh, nên kiếm Ỷ Thiên có ý nghĩa dựa vào mệnh trời mà chọn người có thiên mệnh.
Dựa theo bí mật trong Đồ Long đao là Vũ Mục di thư và Ỷ Thiên kiếm là Cửu âm chân kinh, ta có thể hiểu ý nguyện của Quách Tĩnh và Hoàng Dung khi xưa: ai khám phá ra bí mật trong đao sẽ học được binh pháp vô địch, có được sức mạnh hiệu triệu quần chúng cùng đứng dậy đánh đuổi người Mông Cổ, khôi phục giang sơn cho người Hán. Tuy nhiên, nếu như người đó bị hủ hóa, trở thành bạo chúa gây tai họa, thì sẽ có người học được võ công tuyệt thế trong bảo kiếm, mang nhiệm vụ ám sát bạo chúa để thay thế bằng người tài đức.

## Nhân vật
| Kim Dung            | Kim Dung |
| ------------------- | -------- |
| Tiểu thuyết         |          |
| 飛 Phi              | 笑 Tiếu  |
| 雪 Tuyết            | 書 Thư   |
| 連 Liên             | 神 Thần  |
| 天 Thiên            | 俠 Hiệp  |
| 射 Xạ               | 倚 Ỷ     |
| 白 Bạch             | 碧 Bích  |
| 鹿 Lộc              | 鴛 Uyên  |
| Truyện ngắn         |          |
| 越女劍 Việt nữ kiếm |          |

### Nhân vật chính
- Trương Vô Kỵ, may mắn học được Cửu Dương Thần Công và Càn Khôn Đại Na Di. Ngoài ra còn học đượcThái Cực Quyền và Thái Cực Kiếm của Trương Tam Phong, võ công ghi trên Thánh Hỏa Lệnh của Ba Tư, trở thành một trong những nhân vật võ công cao cường bậc nhất trong truyện.

Truyện là sự đấu tranh giang hồ xoay quanh Đồ Long Đao và Ỷ Thiên Kiếm của 3 phe nhóm chủ yếu gồm: Minh Giáo Trung Thổ, Triều đình nhà Nguyên, Lục đại môn phái, ngoài ra còn có các môn phái nhỏ khác.
|               | Minh giáo/Ma giáo | Lục Đại Môn Phái | Triều Đình Nguyên, Nhữ Dương Vương Phủ | Phe nhóm khác |
| ------------- | --- | --- | --- | --- |
| Lãnh đạo      | Giáo chủ: - Dương Đỉnh Thiên - Trương Vô Kỵ | - Thiếu Lâm: Không Kiến, Không Văn, Độ Ách, Độ Kiếp, Độ Nạn, Không Trí, Không Tính, Viên Âm, Viên Tuệ. - Võ Đang: Trương Tam Phong, Tống Viễn Kiều, Trương Tòng Khê, Du Liên Châu, Du Đại Nham, Trương Thúy Sơn, Ân Lê Đình, Mạc Thanh Cốc,Tống Thanh Thư. - Cái Bang: Sử Hỏa Long, Sử Hồng Thạch, Chưởng Bát Long Đầu, Chưởng Bổng Long Đầu, Trần Hữu Lượng. - Nga Mi: Diệt Tuyệt Sư Thái, Cô Hồng Tử, Kỷ Hiểu Phù, Đinh Mẫn Quân, Tĩnh Hư, Tĩnh Tuệ, Chu Chỉ Nhược. - Côn Lôn: Hà Thái Xung, Ban Thục Nhàn. - Không Động: Không Động Ngũ Lão. - Hoa Sơn:: Vu Thông | Nhữ Dương Vương, Bình Nam Vương, Quận chúa Triệu Mẫn, Thế Tử Vương Bảo Bảo | - Cổ Mộ: Hoàng Y nữ nhân - Linh xà đảo: Ngân Diệp Tiên Sinh - Hà Gian song sát - Ngọc Chân Quan - Hải Sa Phái - Cự Kình Bang |
| Cao Thủ       | - Phu Nhân Dương Đỉnh Thiên - Quang Minh Tả Hữu sứ giả: Dương Tiêu, Phạm Dao - Tứ đại Pháp vương: Đại Ỷ Ty, Ân Thiên Chính, Tạ Tốn, Vi Nhất Tiếu. - Ngũ Tản Nhân: Thuyết Bất Đắc, Chu Điên, Lãnh Khiêm, Bành Oánh Ngọc, Trương Trung. - Ngũ Hành Kỳ kỳ chủ: - Thiên ưng kỳ: Ân Dã Vương, Ân Tố Tố, Lý Thiên Viên. | - Thiếu Lâm: Không Kiến, Không Văn, Độ Ách, Độ Kiếp, Độ Nạn, Không Trí, Không Tính, Viên Âm, Viên Tuệ. - Võ Đang: Trương Tam Phong, Tống Viễn Kiều, Trương Tòng Khê, Du Liên Châu, Du Đại Nham, Trương Thúy Sơn, Ân Lê Đình, Mạc Thanh Cốc,Tống Thanh Thư. - Cái Bang: Sử Hỏa Long, Sử Hồng Thạch, Chưởng Bát Long Đầu, Chưởng Bổng Long Đầu, Trần Hữu Lượng. - Nga Mi: Diệt Tuyệt Sư Thái, Cô Hồng Tử, Kỷ Hiểu Phù, Đinh Mẫn Quân, Tĩnh Hư, Tĩnh Tuệ, Chu Chỉ Nhược. - Côn Lôn: Hà Thái Xung, Ban Thục Nhàn. - Không Động: Không Động Ngũ Lão. - Hoa Sơn:: Vu Thông | - Huyền Minh nhị lão: Lộc Trượng Khách, Hạc Bút Ông. - Hỗn Nguyễn Tích Lịch Thủ: Viên Chân/Thành Côn. - Kim Cương Môn: A Đại, A Nhị, A Tam, Cương Tướng. - Thần Tiễn Bát Hùng - Thập Bát Kim Cang. | - Cổ Mộ: Hoàng Y nữ nhân - Linh xà đảo: Ngân Diệp Tiên Sinh - Hà Gian song sát - Ngọc Chân Quan - Hải Sa Phái - Cự Kình Bang |
| Nhân vật khác | Dương Bất Hối, Ân Ly, Tiểu Chiêu, Thường Ngộ Xuân, Hồ Thanh Ngưu, Vương Nạn Cô, Chu Nguyên Chương, Từ Đạt, Hàn Lâm Nhi. | | Ô Vương A Phổ, Thọ Nam Sơn | - Cổ Mộ: Hoàng Y nữ nhân - Linh xà đảo: Ngân Diệp Tiên Sinh - Hà Gian song sát - Ngọc Chân Quan - Hải Sa Phái - Cự Kình Bang |

## Chuyển thể

### Phim điện ảnh
| Năm  | Hãng sản xuất               | Trương Vô Kỵ   | Triệu Mẫn    | Chu Chỉ Nhược     | Quốc gia  | Thông tin thêm |
| ---- | --------------------------- | -------------- | ------------ | ----------------- | --------- | --- |
| 1963 | Công ty điện ảnh Nga My     |                |              |                   | Hồng Kông | Đạo diễn, biên kịch: Trương Anh, Trương Anh vai Trương Thúy Sơn, Bạch Yến vai Ân Tố Tố, Thạch Kiên vai Tạ Tốn |
| 1965 | Công ty điện ảnh Nga My     | Lâm Gia Thanh  | Trần Hảo Cầu | Trần Bảo Châu     | Hồng Kông | Đạo diễn, biên kịch: Dương Công Lương, Lý Hồng vai Tiểu Chiêu |
| 1967 | Thiệu Thị huynh đệ          |                |              |                   | Hồng Kông | Diễn viên chính: Trương Dực, Trịnh Bội Bội, Thư Bội Bội |
| 1976 | Thiệu Thị huynh đệ          |                |              |                   | Hồng Kông | Diễn viên chính: Nhạc Hoa, La Liệt, Tỉnh Lợi |
| 1978 | Thiệu Thị huynh đệ          | Nhĩ Đông Thăng | Tỉnh Lợi     | Dư An An          | Hồng Kông | Văn Tuyết Nhi vai Ân Ly, Cố Quan Trung vai Tống Thanh Thư |
| 1984 | Thiệu Thị huynh đệ          | Nhĩ Đông Thăng |              |                   | Hồng Kông | |
| 1993 | Công ty điện ảnh Vĩnh Thịnh | Lý Liên Kiệt   | Trương Mẫn   | Lê Tư (diễn viên) | Hồng Kông | Đạo diễn: Vương Tinh. Khâu Thục Trinh vai Tiểu Chiêu, Trâu Triệu Long vai Tống Thanh Thư, Hồng Kim Bảo vai Trương Tam Phong, Ngô Trấn Vũ vai Trương Thúy Sơn, Trương Mẫn Phân vai Ân Tố Tố |
| 2020 |                             | Lâm Phong      | Văn Vịnh San | Khâu Ý Nùng       | Hồng Kông | Đạo diễn: Vương Tinh và Khương Quốc Dân Công chiếu năm 2022. Bộ phim sẽ được chia thành hai phần khác nhau, bản đầu có tên Cửu Dương Thần Công, bản còn lại là Thánh Hỏa Hùng Phong. Dự án không thể tranh suất chiếu tại rạp vào dịp Tết Nguyên đán. Do đó, phim sẽ ra mắt tại Malaysia và Singapore vào ngày 2/1. Tại Trung Quốc, phim sẽ phát sóng độc quyền trên nền tảng trực tuyến Youku. |

### Phim truyền hình
| Năm  | Hãng sản xuất                                             | Trương Vô Kỵ    | Triệu Mẫn        | Chu Chỉ Nhược | Quốc gia                        | Chủ nhiệm sản xuất             | Số tập | Thông tin thêm                                 |
| ---- | --------------------------------------------------------- | --------------- | ---------------- | ------------- | ------------------------------- | ------------------------------ | ------ | ---------------------------------------------- |
| 1978 | TVB                                                       | Trịnh Thiếu Thu | Uông Minh Thuyên | Triệu Nhã Chi | Hồng Kông                       | Trần Vũ Siêu, Chiêu Chấn Cường | 25     |                                                |
| 1984 | TTV                                                       | Lưu Đức Khải    | Lưu Ngọc Phác    | Dụ Khả Hân    | Đài Loan                        |                                | 17     |                                                |
| 1986 | TVB                                                       | Lương Triều Vĩ  | Lê Mỹ Nhàn       | Đặng Tụy Văn  | Hồng Kông                       | Vương Thiên Lâm                | 40     | Xem Ỷ Thiên Đồ Long Ký (phim 1986)             |
| 1994 | TTV                                                       | Mã Cảnh Đào     | Diệp Đồng        | Châu Hải My   | Đài Loan                        | Lại Thủy Thanh                 | 64     |                                                |
| 2000 | TVB                                                       | Ngô Khải Hoa    | Lê Tư            | Xa Thi Mạn    | Hồng Kông                       | Trang Vĩ Kiến                  | 42     | Xem Ỷ Thiên Đồ Long Ký (phim 2000)             |
| 2003 | Công ty sản xuất âm thanh trung tâm Á Châu Bắc Kinh       | Tô Hữu Bằng     | Giả Tịnh Văn     | Cao Viên Viên | Trung Quốc, Đài Loan, Singapore | Lại Thủy Thanh                 | 40     | Xem Ỷ Thiên Đồ Long Ký (phim 2003)             |
| 2009 | Hoa Nghị huynh đệ                                         | Đặng Siêu       | An Dĩ Hiên       | Lưu Cạnh      | Trung Quốc                      | Trương Kỷ Trung                | 40     | Xem Ỷ Thiên Đồ Long Ký (phim 2009)             |
| 2019 | Công ty Hoa Hạ cùng với Cánh Cụt ảnh thị hợp tác sản xuất | Tăng Thuấn Hy   | Trần Ngọc Kỳ     | Chúc Tự Đan   | Trung Quốc                      | Tưởng Gia Tuấn                 | 50     | Xem Ỷ Thiên Đồ Long Ký (phim truyền hình 2019) |

## Tại Việt Nam
Năm 1969, tại Việt Nam xuất bản quyển sách Hậu cô gái Đồ Long. Câu chuyện lấy bối cảnh là cuối truyện phiên bản gốc, tại Mông Cổ, nơi Vô Kỵ và Triệu Mẫn đang sống cùng nhau và tiếp tục cuộc hành trình của Vô Kỵ và Triệu Mẫn. Trong truyện cũng có kể về con của Vô Kỵ và Triệu Mẫn.